# Hycleus duplicatus
Hycleus duplicatus is een keversoort uit de familie van oliekevers (Meloidae). De wetenschappelijke naam van de soort is voor het eerst geldig gepubliceerd in 1845 door Klug.